# 庫伊瓦河

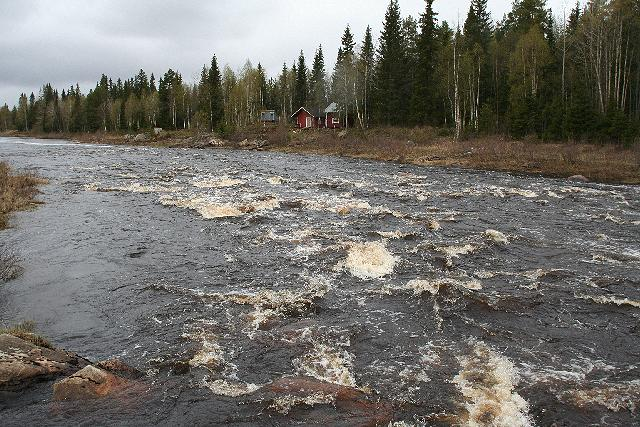
庫伊瓦河

庫伊瓦河（芬蘭語：Kuivajoki）是芬蘭北波赫扬马区的河流，發源自奧伊湖，最終在庫伊瓦涅米注入波的尼亞灣，河道全長約40公里，流域面積1,356平方公里。

## 外部連結
- Infos zur Gegend